# 夏目誠
夏目 誠（なつめ まこと、1946年1月3日 - ）は、日本の医師・精神科医、大阪大学医学博士。大阪樟蔭女子大学名誉教授。

## 人物
関西在住の精神科医で、勤労者のストレス評価尺度を開発した。厚生労働省の精神障害の労災認定における「心理的負荷評価表作成」に寄与した。厚生労働省の「労働基準法施行規則第３５条専門検討会」の委員を1993年から20年以上勤め、行政にも寄与している。有力なストレス度測定法であるライフイベント法の日本における第一人者であり、産業ストレス学会理事長も歴任した。
ストレス科学や産業精神保健学を専門とし活動している。現在、読売テレビや産経新聞大阪や近畿労働金庫、寝屋川市役所などで、精神科医や産業医としてメンタルヘルス活動を展開中である。多くの著書を有し、テレビにも数多く出演し、好評を博している。

## 来歴
奈良県立医科大学卒業。同大学精神神経科学教室助手を経て、大阪府立公衆衛生研究所精神衛生部長心得,同大阪府こころの健康総合センタ−部長を経て大阪樟蔭女子大学・大学院教授から名誉教授。
現在は毎日放送や産経新聞、デサントなど５社で精神科医・産業医として「メンタルヘルスを根付かせ、発展させるか」について現場の見地から相談・診療、復職支援や講演等を行っている。

## 所属学会および役職・資格
- 日本産業ストレス学会名誉会員、元理事長
- 日本産業精神保健学会名誉会員
- 精神神経学会会員

## 受賞歴
- 産業ストレス学会功労賞[10]
- 平成24年度緑十字章　中災防・労働安全衛生活動表彰[11]
- 産業精神保健学会理事長表彰[12]

## 教育歴
- 1972年から1976年まで奈良県立医科大学助手
- 2001年に大阪樟蔭女子大学人間科学部心理学科教授
- 2003年に同上大学院人間科学研究科臨床心理専攻教授
- 2015年、同上退職
- 2015年、同上名誉教授
- 2002年から2004年まで大阪大学医学部臨床助教授
- 2008年から大阪大学医学部非常勤講師

## 著書

### 医学書
- 夏目 誠「職場不適応症」『産業精神保健ハンドブック2. 産業精神保健の実際』中山書店、1988年、774-784頁。
- 夏目 誠「配置転換と昇進」『臨床精神医学講座18巻』中山書店、1988年、287-293頁。

その他、専門書の分担執筆25編。

### 一般書
単著
- 夏目 誠『メンタル・キーワード療法〜5分でできる簡易セラピー』日本医事新報社 2021年
- 夏目 誠『職場不適応のサイン ベテラン産業医が教える気づきと対応のコツ』南山堂 2020年
- 夏目 誠『中高年に効く！メンタル防衛術』文春新書 2018年
- 夏目 誠『気づき力で変化をキャッチ ちょっと先読む メンタルヘルス』中央労働災害防止協会 2015年
- 夏目 誠『ストレスチェックを実施するなら、「診断書」を読み解く力をつけろ』社会保険出版社 2015年
- 夏目 誠『メンタルヘルスと企業責任―いま企業に求められている「健康リスクマネジメント」』フィスメック 2009年
- 夏目 誠『勤続疲労に克つ 働き盛りに忍び寄る見えない恐怖』ソフトバンク新書 2008年
- 夏目 誠『感情デトックス―キモチ抑圧体質を解放する「喜怒哀楽のススメ」』山海堂 2007年
- 夏目 誠『「スマイル仮面」症候群―ほんとうの笑顔のとりもどし方』日本放送出版協会 2006年
- 夏目 誠『流行歌(うた) とシンドローム―メンタルヘルスへの誘い』中央労働災害防止協会 2004年

その他、共著多数。

## 学会開催歴
- 第10回日本産業保健学会会長(2003、大阪)[13]
- 第5回産業ストレス学会長(1997、大阪)[14]